# Coingt
Coingt es una comuna francesa, situada en el departamento de Aisne, de la región de Alta Francia.

## Demografía
| 151 | 144 | 121 | 121 | 113 | 73 | 81 | 68 |
| Para los censos de 1962 a 1999 la población legal corresponde a la población sin duplicidades (Fuente: INSEE [Consultar]) |     |     |     |     |    |    |    |